# Adelheid von Sachsen-Meiningen (1792–1849)

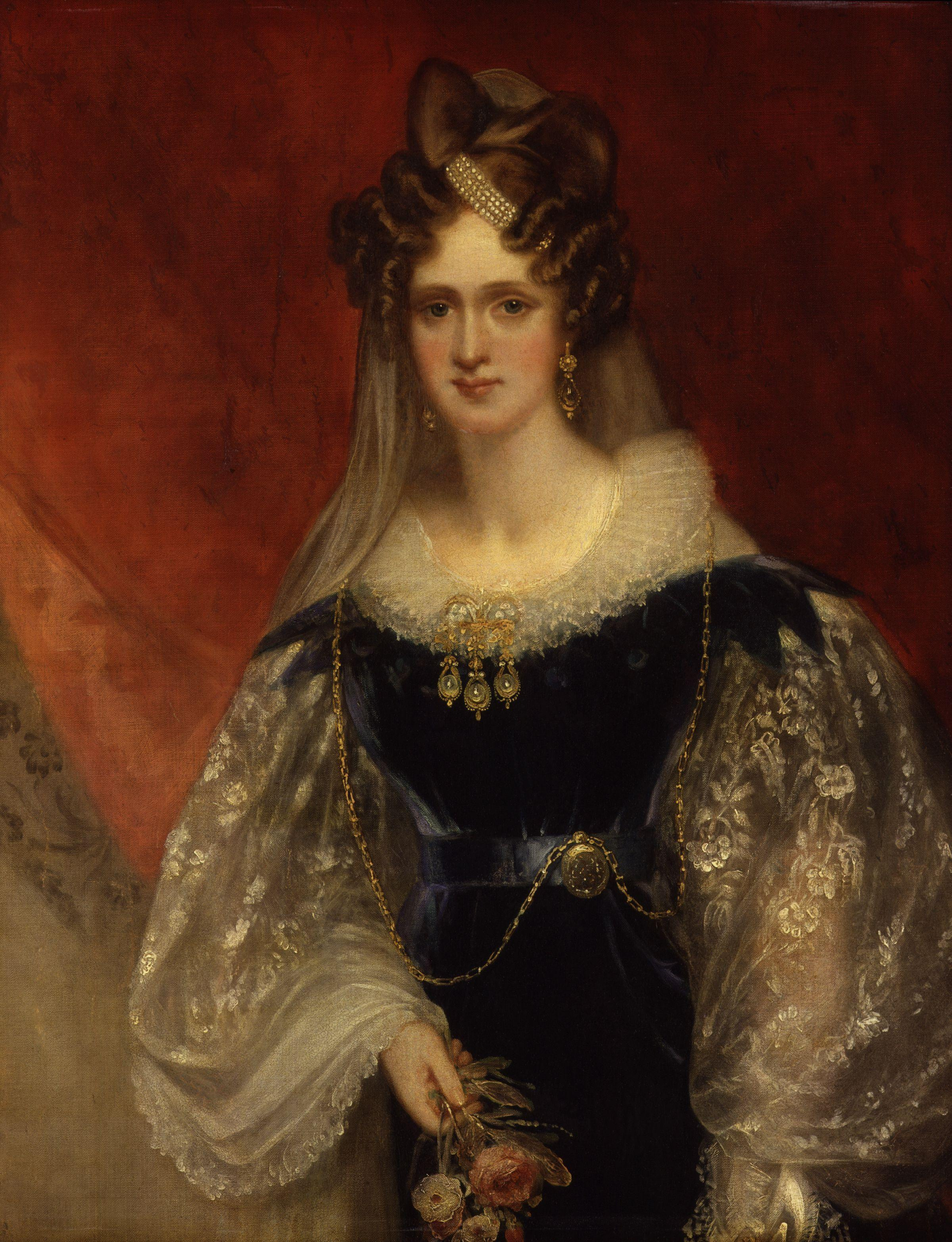
Adelheid von Sachsen-Meiningen, Gemälde von Sir William Beechey, etwa 1831

Adelheid Louise Theresa Caroline Amelia von Sachsen-Meiningen, später: Queen Adelaide (* 13. August 1792 in Meiningen; † 2. Dezember 1849 in Bentley Priory bei Stanmore, Middlesex), war eine deutsche Prinzessin und ab 1830 als Ehefrau Wilhelms IV. Königin von Großbritannien und Irland sowie Königin von Hannover.

Adelheid gab der australischen Stadt Adelaide, der südafrikanischen Stadt Adelaide und der deutschen Gemeinde Adelheidsdorf ihre Namen.

Allianzwappen Großbritannien (Haus Hannover)-Sachsen-Meiningen der Queen Consort Adelheid

## Leben

### Kindheit und Jugend

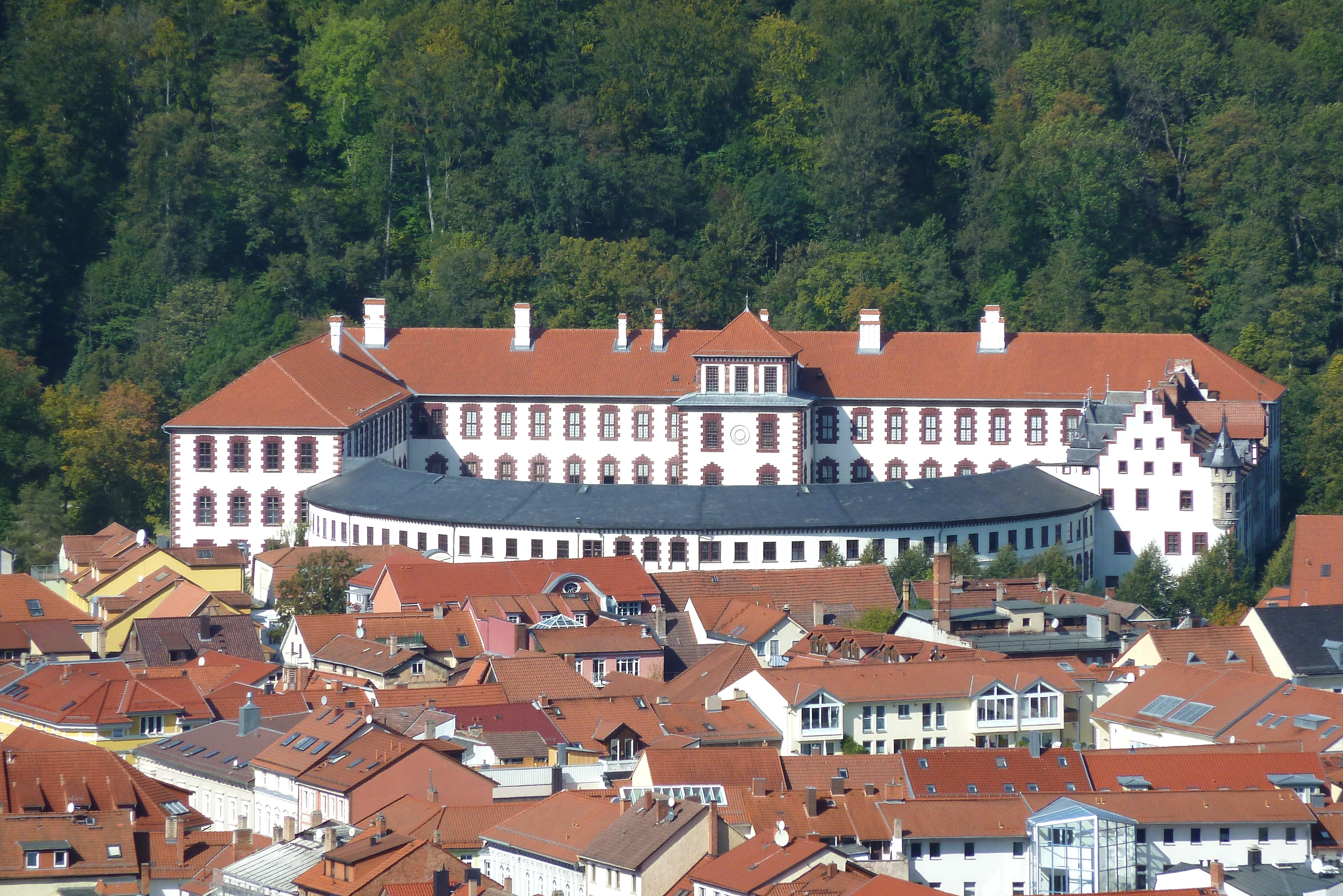
Schloss Elisabethenburg in Meiningen

Prinzessin Adelheid von Sachsen-Meiningen wurde 1792 in Meiningen, der Haupt- und Residenzstadt von Sachsen-Meiningen, als Tochter des Herzogs Georg I. von Sachsen-Meiningen und dessen Gemahlin Prinzessin Louise Eleonore zu Hohenlohe-Langenburg geboren. Damit entstammte Adelheid dem Haus Sachsen-Meiningen. Sie war das erste Kind der bereits seit zehn Jahren bestehenden Ehe ihrer Eltern. Zwei Jahre später folgte Adelheids Schwester Ida und 1800 der Bruder und Thronfolger Bernhard.
1803, als Adelheid elf Jahre alt war, starb ihr Vater und die Mutter Louise Eleonore übernahm die Regentschaft des Landes. Die Jahre der napoleonischen Kriege waren für die herzogliche Familie entbehrungsreich. Adelheid kümmerte sich zusammen mit ihrer Schwester und ihrer Mutter um einquartierte Soldaten. Sie erhielt eine umfassende und vorzügliche Ausbildung, sprach mehrere Fremdsprachen und zeigte sich an Literatur, Musik und Malerei interessiert. 1816 heiratete ihre Schwester Ida, der sie zeit ihres Lebens sehr nahestand, Herzog Bernhard von Sachsen-Weimar, und zwei Jahre später konnte auch Adelheids Verlobung bekannt gegeben werden.

### Die Verlobung

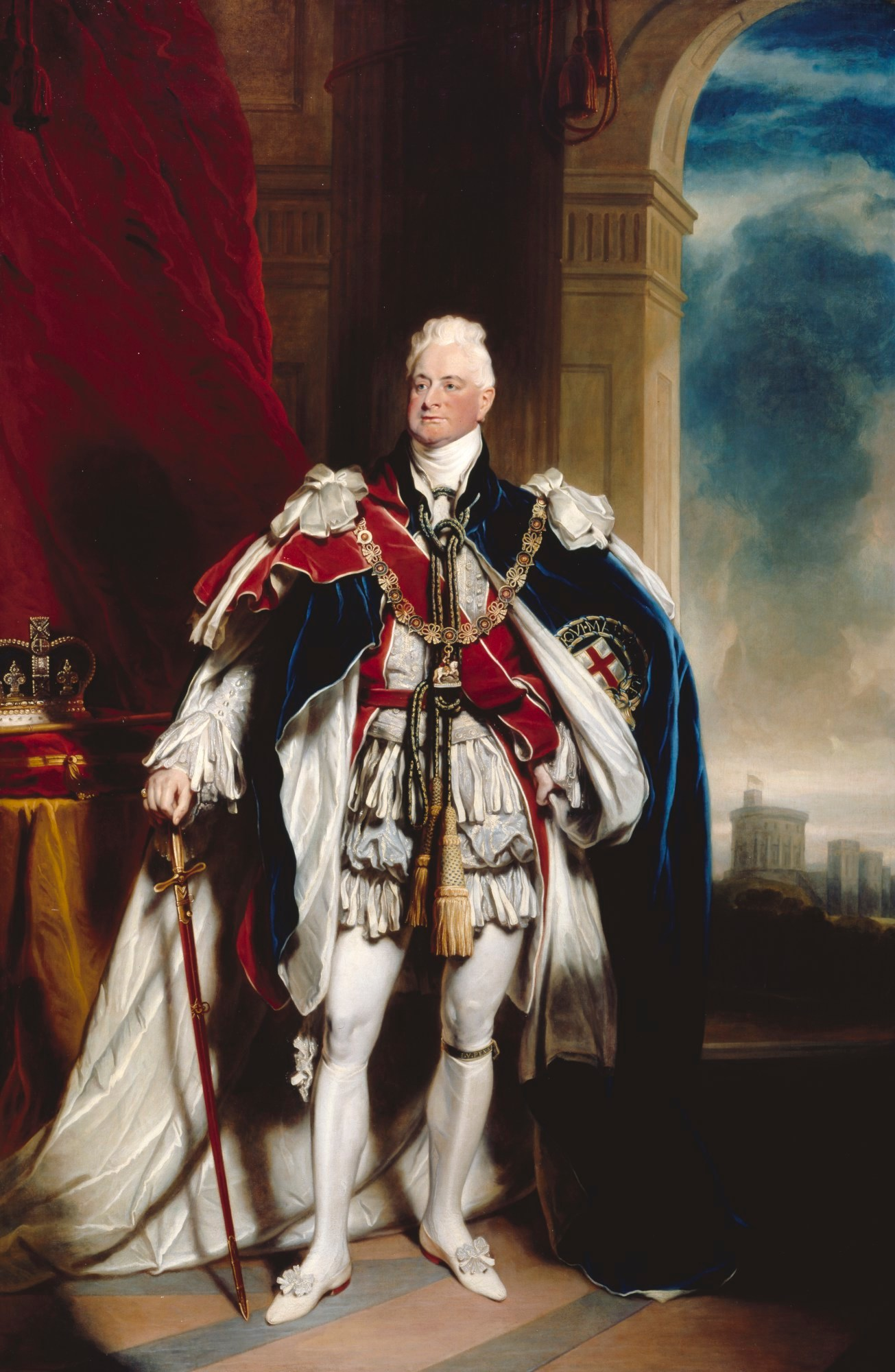
König Wilhelm IV.

Adelheid verlobte sich am 19. April 1818 mit Wilhelm Heinrich von Großbritannien, Herzog von Clarence. Der Bräutigam war allerdings mit einigen Makeln behaftet; bereits 53 Jahre alt, hatte er aus einer langjährigen Beziehung mit seiner Mätresse, der Schauspielerin Dorothy Bland, zehn Kinder. Das Paar hatte sich 1811 getrennt und Dorothy war 1816 in Frankreich verarmt verstorben. Wilhelm galt als mäßig gebildet und wurde von seinen Landsleuten nur „Silly Billy“ genannt. Deshalb musste Königin Charlotte bei der Brautschau vermittelnd eingreifen. Die standesgemäße Eheschließung Wilhelms und seiner Brüder war von einiger politischer Bedeutung, da trotz der vielen Söhne Georgs III. ein legitimer Thronfolger fehlte.
Für Adelheids enorme Mitgift musste sich Sachsen-Meiningen tief verschulden, zudem waren weitere jährliche Zuwendungen für den persönlichen Bedarf der Prinzessin vorgesehen. Die Braut reiste am 20. Juni 1818 in Begleitung ihrer Mutter nach England und wurde dort zunächst nur von einem der illegitimen Söhne Wilhelms empfangen. Auf Königin Charlotte machte sie einen wesentlich besseren Eindruck als auf deren Sohn.

### Herzogin von Clarence

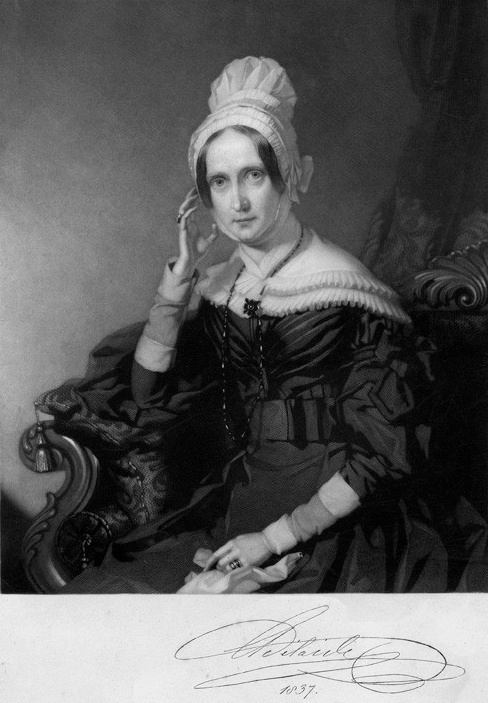
Adelheid als Herzogin von Clarence

Am 13. Juli 1818 heirateten Adelheid und Wilhelm in den Gemächern der Königin im Kew Palace, Surrey. Es handelte sich dabei um eine Doppelhochzeit, denn auch Wilhelms jüngerer Bruder Eduard vermählte sich an diesem Tag mit der verwitweten Victoria von Sachsen-Coburg-Saalfeld, deren Tochter Victoria später Wilhelms Nachfolgerin werden sollte.
Kurz nach der Hochzeit begann das Paar eine Reise auf den Kontinent und lebte einige Zeit am Hof in Hannover. Hier gebar Adelheid am 27. März 1819 ihr erstes Kind, eine Frühgeburt. Die kleine Prinzessin Charlotte Augusta lebte nur wenige Stunden. Ende September 1819 kehrten Herzog und Herzogin nach England zurück, zuvor hatte Adelheid in Calais eine Fehlgeburt erlitten. Sie begab sich unmittelbar nach ihrer Ankunft zusammen mit ihrem Mann auf eine Kurreise durch die Seebäder Englands.

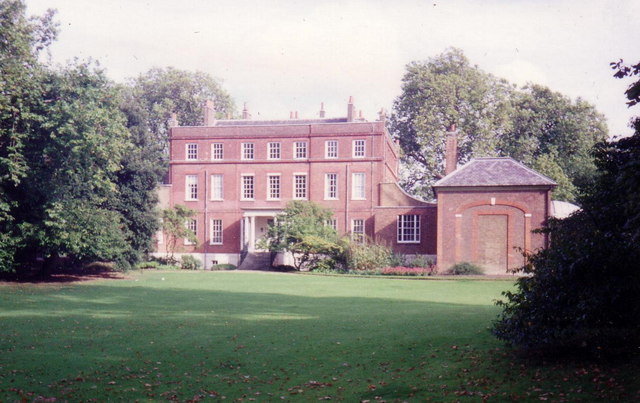
Bushy House

Danach lebten beide zunächst in ihrem Londoner Domizil Clarence House, um sich kurz darauf für mehrere Jahre nach Bushy Park zurückzuziehen, wo Wilhelm schon mit Dorothy Bland gelebt hatte. Die sehr kinderliebe Herzogin kümmerte sich um die Kinder des Herzogs und entwickelte eine starke Zuneigung zu ihrer Nichte Victoria. Am 10. Dezember 1820 wurde Adelheid wieder Mutter einer Tochter. Ebenfalls zu früh geboren, starb Prinzessin Elisabeth drei Monate später.
1822 und 1825 bereisten Adelheid und Wilhelm erneut den Kontinent nach Frankreich, Belgien und Deutschland. Jedes Mal waren sie auch in Meiningen zu Gast. 1827 starb Prince Frederick, Duke of York and Albany. Wilhelm war nun der nächste Thronanwärter, und das Paar in Bushy Park geriet mehr ins öffentliche Interesse. 1829 übernahm Adelheid ein Drittel der Kosten für den Bau des ersten Meininger Theaters. Am 26. Juni 1830 starb König Georg IV.

### Königin

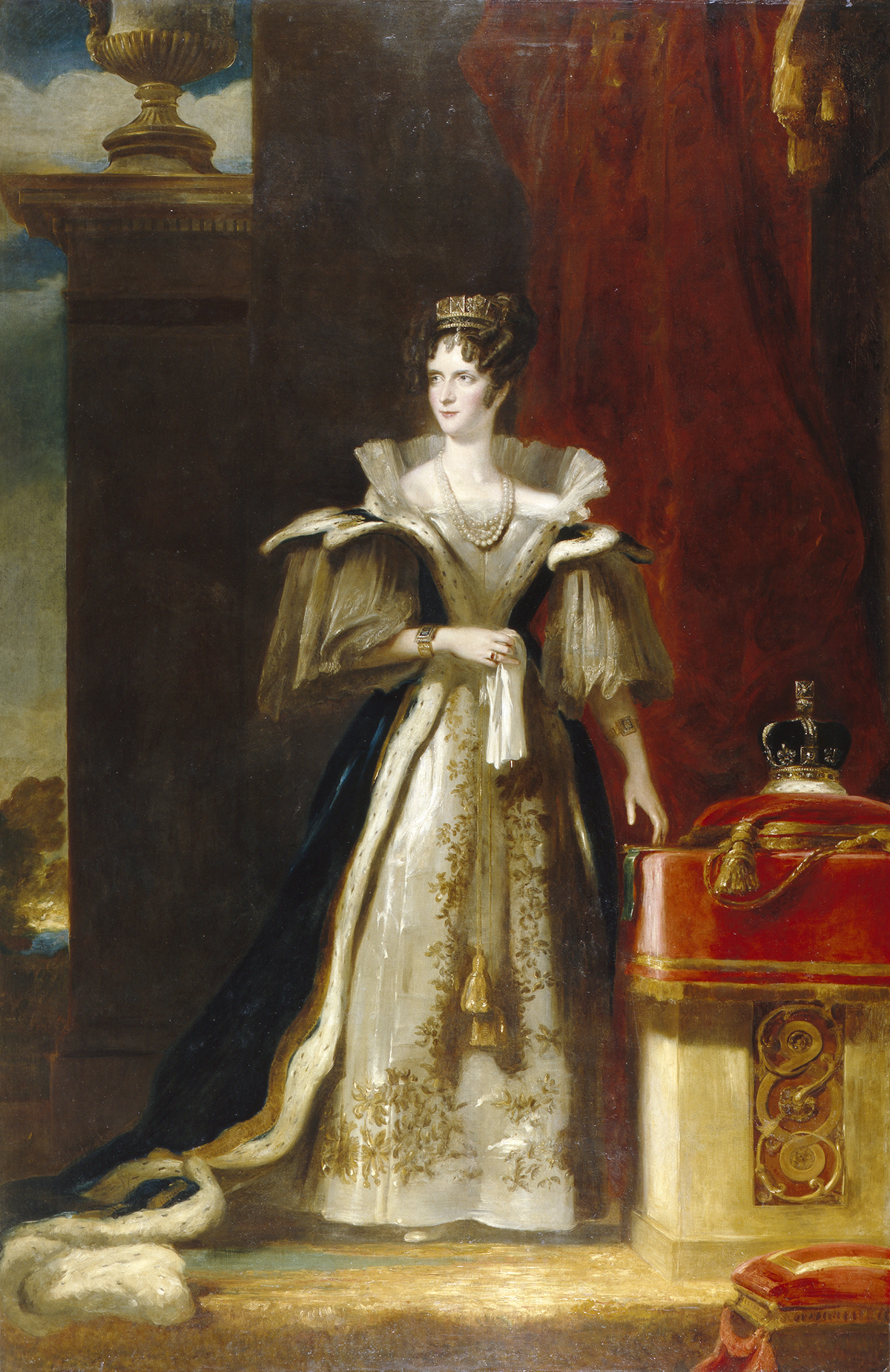
Adelheid als Königin, 1832

Wilhelm, Herzog von Clarence, folgte seinem Bruder 1830 als König Wilhelm IV. Er war bereits 65 Jahre alt, seine Gemahlin, nunmehr Queen Adelaide, 38.
Adelaide blieb zunächst in Bushy Park, nahm auch nur teilweise an den Trauerfeierlichkeiten ihres Schwagers teil. Die familienorientierte Königin war völlig unpolitisch, kümmerte sich um ihren Gemahl und dessen zahlreiche Kinder und Enkelkinder. Der königliche Hof galt als einfach, bescheiden und langweilig. Die Krönungsfeierlichkeiten kosteten nur ein Fünftel des Betrages, den Georg IV. für diesen Anlass ausgegeben hatte.
Obwohl die Königin sich von der Politik fernhielt, war sie mit ihrer konservativen Einstellung zum Wahlrecht Zentrum der Kritik nach dem Scheitern der Reform desselben. Auf dem Höhepunkt der Kampagne verunglimpfte der Morning Chronicle die Königin als „hässliche deutsche Frau“. 1834 reiste sie deshalb wieder in ihre Heimat nach Meiningen zu ihren Verwandten, was der seelischen Verfassung der Königin sehr zuträglich war.
Das Scheitern der Whig-Regierung 1834 wurde ebenfalls Adelheid angelastet, die Times bezeichnete die Königin am 15. November 1834 als reaktionär, dominant, eine Feindin des Volkes und dazu noch als hässlich.
1837 wurde König Wilhelm IV. krank und musste im Rollstuhl sitzen. Adelheid pflegte ihren Gemahl, bis er schließlich am 20. Juni 1837 starb.

### Königinwitwe

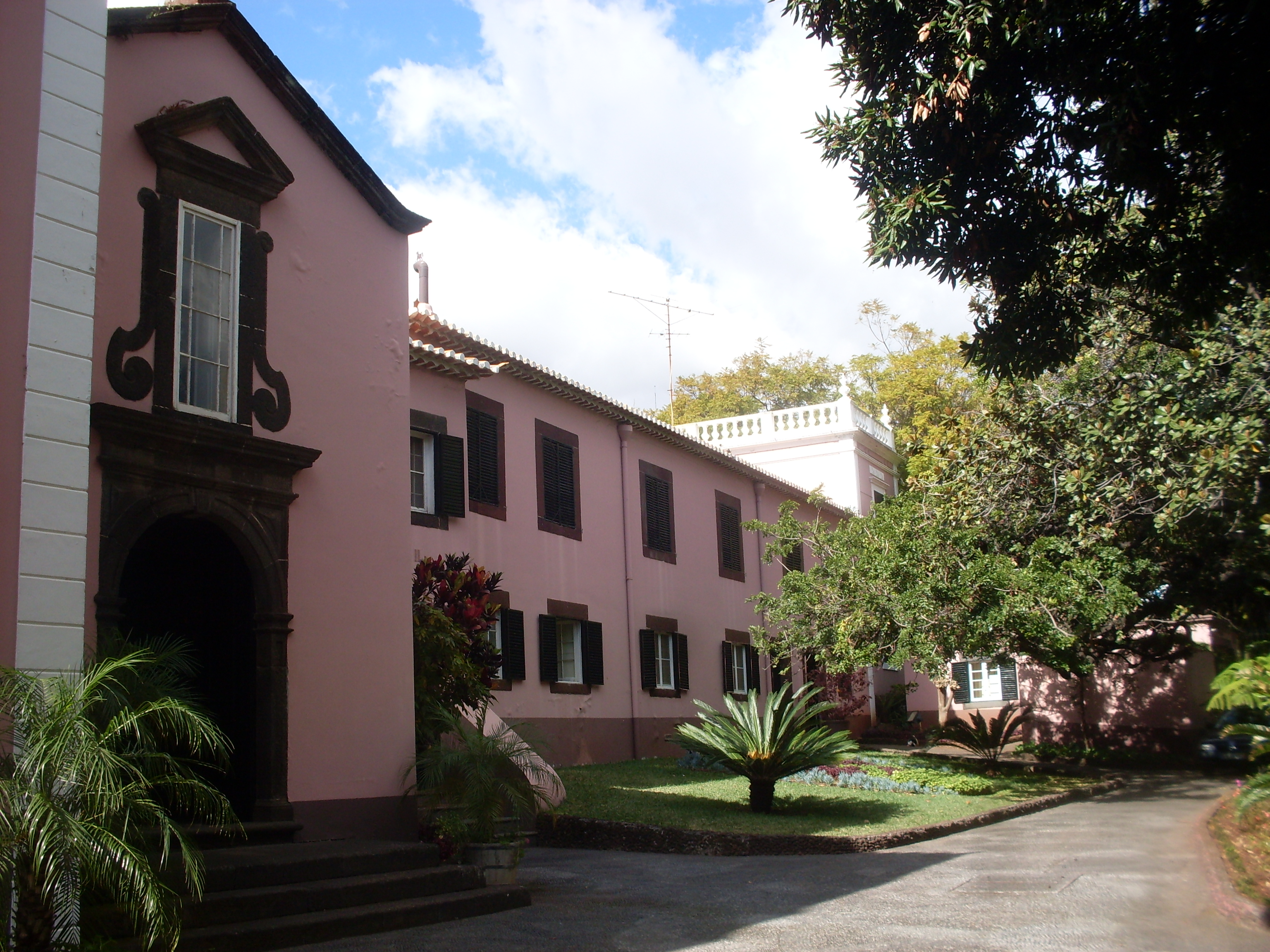
Die Quinta Vigia in Funchal, Madeira

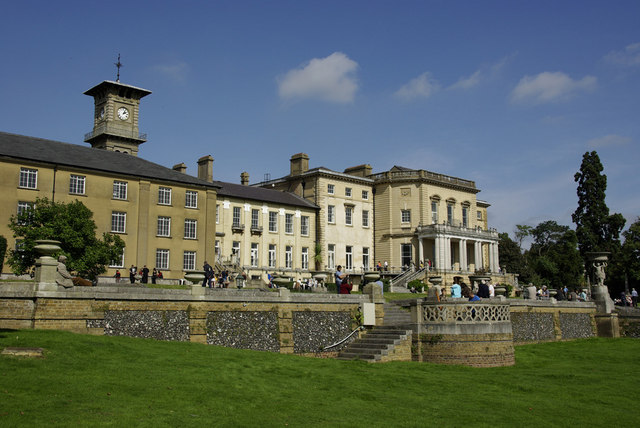
Bentley Priory

Nach dem Tod Wilhelms übersiedelte Adelheid von Windsor Castle wieder nach Bushy Park und zog sich ins Privatleben zurück. Sie war seit über einem Jahrhundert die erste Königinwitwe (Queen Dowager) in Großbritannien und sollte ihren Ehemann um zwölf Jahre überleben. Ende der 1830er Jahre übernahm Adelheid einen Teil der Kosten zum Bau des Schlosses Landsberg in Meiningen und ließ hierbei vom englischen Architekten Sir Jeffry Wyatville die Pläne entwerfen.
Ein Jahr nach dem Tod Wilhelms bereiste sie während einer Kreuzfahrt das Mittelmeer. In Malta gründete sie 1839 aus ihren privaten Mitteln die Kirche St. Paul in Valletta. 1844 reiste sie wiederum in die deutsche Heimat. Ihre letzten beiden Lebensjahre verbrachte sie auf Madeira. Sie lebte dort in der Quinta Vigia in Funchal.
1848, schon schwer krank, zog sie zurück nach England und nahm ihren Wohnsitz in der Bentley Priory bei Stanmore außerhalb von London, wo Queen Victoria und Prinzgemahl Albert sie öfter besuchten. Am 2. Dezember 1849 starb Adelheid in der Bentley Priory in Anwesenheit der Königin und ihrer Geschwister. Die Beisetzung, die nach dem Willen Adelheids so einfach wie möglich gehalten werden sollte, fand in Windsor statt. Queen Victoria traf dieser Tod schwer: Sie und Adelheid waren seit Victorias Kindertagen eng verbunden gewesen. Ihr erstes Kind nannte Victoria ihr zu Ehren auch Victoria Adelaide.

## Nachkommen
- Charlotte Augusta Louisa (*/† 27. März 1819 in Hannover)
- Elizabeth Georgiana Adelaide (* 10. Dezember 1820 im St James’s Palace; † 4. März 1821 im St. James’s Palace)
- Zwillingssöhne (*/† 1822)
- Zwillingspärchen (*/† 1824)

## Vorfahren
| Adelheid von Sachsen-Meiningen | Vater: Georg I., Herzog von Sachsen-Meiningen               | Großvater: Anton Ulrich, Herzog von Sachsen-Meiningen            | Urgroßvater: Bernhard I., Herzog von Sachsen-Meiningen                     |
| Adelheid von Sachsen-Meiningen | Vater: Georg I., Herzog von Sachsen-Meiningen               | Großvater: Anton Ulrich, Herzog von Sachsen-Meiningen            | Urgroßmutter: Elisabeth Eleonore, Prinzessin von Braunschweig-Wolfenbüttel |
| Adelheid von Sachsen-Meiningen | Vater: Georg I., Herzog von Sachsen-Meiningen               | Großmutter: Charlotte Amalie, Landgräfin von Hessen-Philippsthal | Urgroßvater: Karl I., Landgraf von Hessen-Philippsthal                     |
| Adelheid von Sachsen-Meiningen | Vater: Georg I., Herzog von Sachsen-Meiningen               | Großmutter: Charlotte Amalie, Landgräfin von Hessen-Philippsthal | Urgroßmutter: Christine, Prinzessin von Sachsen-Eisenach                   |
| Adelheid von Sachsen-Meiningen | Mutter: Louise Eleonore, Prinzessin zu Hohenlohe-Langenburg | Großvater: Christian Albrecht, Fürst zu Hohenlohe-Langenburg     | Urgroßvater: Ludwig, Fürst zu Hohenlohe-Langenburg                         |
| Adelheid von Sachsen-Meiningen | Mutter: Louise Eleonore, Prinzessin zu Hohenlohe-Langenburg | Großvater: Christian Albrecht, Fürst zu Hohenlohe-Langenburg     | Urgroßmutter: Eleonore, Gräfin zu Nassau-Saarbrücken                       |
| Adelheid von Sachsen-Meiningen | Mutter: Louise Eleonore, Prinzessin zu Hohenlohe-Langenburg | Großmutter: Caroline, Prinzessin zu Stolberg-Gedern              | Urgroßvater: Friedrich Carl, Fürst zu Stolberg-Gedern                      |
| Adelheid von Sachsen-Meiningen | Mutter: Louise Eleonore, Prinzessin zu Hohenlohe-Langenburg | Großmutter: Caroline, Prinzessin zu Stolberg-Gedern              | Urgroßmutter: Louise, Gräfin zu Nassau-Saarbrücken                         |

## Titel

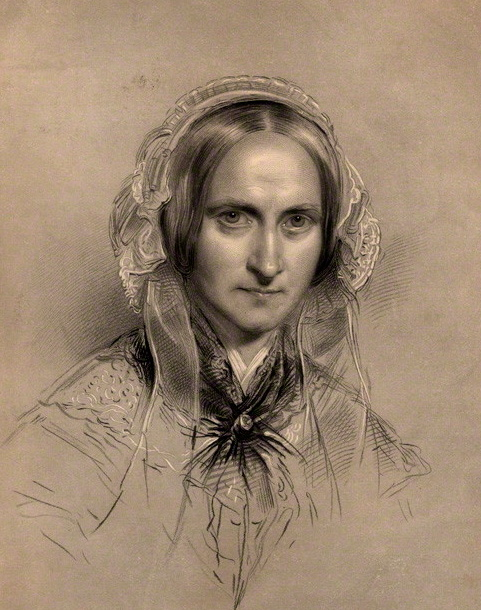
Queen Adelaide

- 1792–1815: Ihre Durchlaucht Prinzessin Adelheid von Sachsen-Meiningen, Herzogin in Sachsen
- 1815–1818: Ihre Hoheit Prinzessin Adelheid von Sachsen-Meiningen, Herzogin in Sachsen
- 1818–1830: Her Royal Highness The Duchess of Clarence and St Andrews
- 1830–1837: Her Majesty The Queen (of the United Kingdom and of Hanover)
- 1837–1849: Her Majesty Queen (Dowager) Adelaide

## Erinnerung
In den Meininger Museen im Schloss Elisabethenburg ist in den einstigen Wohnräumen ihrer Kindheit und Jugendzeit eine Dauerausstellung dem Leben von Adelheid gewidmet.

## Namensgeberin
Nach Adelaide benannt sind unter anderem die Hauptstadt des Bundesstaates South Australia in Australien, Adelaide, der Fluss Adelaide River in Australien, der Queens Park in Brighton, die Adelaide Avenue in Canberra, in der sich die offizielle Residenz des australischen Premierministers befindet, die Adelaide Street in Toronto, der Ort Adelaide in Südafrika und die Adelaide-Insel – eine 120 km lange und 30 km breite Insel vor der Westküste der Antarktischen Halbinsel.
Eine noch im Entstehen befindliche Kolonie an der Chaussee von Hannover nach Celle, der späteren Bundesstraße 3, erhielt ebenfalls, und zwar durch Verfügung des Kabinett-Ministeriums zu Hannover vom 14. Februar 1831, zu Ehren der Königin Adelheid den Namen Adelheidsdorf.
In Hannover-Südstadt wurde 1850 die Adelheidstraße nach ihr benannt.

## Trivia
Adelheid soll den in ihrer Heimat bekannten Brauch des Weihnachtsbaumes wie auch die Tradition, Weihnachtsgeschenke zu überreichen, in Großbritannien eingeführt haben.